# Warning to Wantons
Warning to Wantons est un film britannique réalisé, produit et coécrit par Donald B. Wilson, sorti en 1949.

## Fiche technique
- Réalisation : Donald B. Wilson
- Scénario : James Laver, Donald Wilson d'après le roman A Warning to Wantons de Mary Mitchell
- Photographie : George Stretton
- Montage : Frederick Wilson, Sidney Hayers
- Musique : Hans May
- Production : Aquila Film
- Durée : 105 minutes
- Date de sortie : 4 janvier 1949

## Distribution
- Anne Vernon : Renée de Vaillant
- Harold Warrender : le comte Anton Kardak
- David Tomlinson : le comte Max Kardak
- Sonia Holm : Maria
- Marie Burke : Thérèse
- Judy Kelly : Mimi de Vaillant